# Mörttjärnen (Åsele socken, Lappland, 714675-159793)
Mörttjärnen är en sjö i Åsele kommun i Lappland och ingår i Lögdeälvens huvudavrinningsområde. Sjön har en area på 0,0501 kvadratkilometer och ligger 517,6 meter över havet.

## Delavrinningsområde
Mörttjärnen ingår i det delavrinningsområde (714583-159837) som SMHI kallar för Inloppet i Stugusjön. Medelhöjden är 507 meter över havet och ytan är 8,97 kvadratkilometer. Det finns inga avrinningsområden uppströms utan avrinningsområdet är högsta punkten. Vattendraget som avvattnar avrinningsområdet har biflödesordning 2, vilket innebär att vattnet flödar genom totalt 2 vattendrag innan det når havet efter 159 kilometer. Avrinningsområdet består mestadels av skog (86 procent). Avrinningsområdet har 0,05 kvadratkilometer vattenytor vilket ger det en sjöprocent på 0,6 procent.